# Jay Firestone
Jay Firestone (Toronto, 31 ottobre 1956) è un imprenditore e produttore cinematografico canadese.

## Biografia
Cresciuto a Toronto, in Ontario, Firestone era il terzo di sei figli. Si è laureato nel 1979 in commercio dalla Hamilton's McMaster University. Dopo aver sposato Sherry Barad, studentessa dell'Università di Toronto, e avendo conseguito il suo certificato Chartered accountant qualche anno dopo, Firestone è entrato a far parte della società Peat, Marwick, Mitchell and Co.

## Carriera
Nel 1985, allontanandosi dal mondo contabile, Firestone aiutò a formare Alliance Communications con quattro dei principali produttori del Canada. Fireston iniziò come CFO, per poi salire a vice presidente, sovrintendendo le operazioni a livello globale. Nel 1995, lasciò la società dopo discordie con Lantos sulla direzione della compagnia. Firestone si prese i suoi interessi della società, prendendosi i crediti cinematografici e televisivi come ReBoot, per cui ricevette un Gemini Award per "Miglior Serie Animata".
Qualche giorno dopo la scadenza del suo patto di non concorrenza lungo un anno, ha comprato SkyVision Entertainment (il braccio di produzione cinematografica e televisiva delle Labatt Breweries of Canada), attraverso la sua nuova società, Fireworks Entertainment Inc. Le diede il nome basandosi sul suo stesso cognome e sull'industria "esplosiva" del cinema e della televisione. Acquisì 170 episodi di programmi, tra cui la serie reality poliziesca Secret Service e RoboCop: La Serie, basato sul film Robocop del 1987.
Un anno dopo, Fireworks si avvicinò ai 100 milioni di dollari nella produzione tramite le serie televisive Nikita, F/X e Pacific Blue. Nell'autunno del 1997, rese Fireworks una società pubblica, e poi la vendette a CanWest Global Communications per oltre 60 milioni di dollari, facendo di CanWest l'unico azionario, e Firestone diventò chairman e CEO di Canwest Entertainment. Fu un finalista dell'Imprenditore dell'Anno dell'Ontario 1998.
Nei cinque anni successivi, Firestone fu coinvolto in oltre 20 film e progetti televisivi. Ha prodotto film come Rat Race, Hardball e Regole d'Onore, programmi televisivi tra i quali Relic Hunter, La regina di spade, Adventure Inc., Mutant X e Andromeda. Il film indipendente The Believer vinse il premio San Giorgio come "Miglior Film" al 23º Festival cinematografico internazionale di Mosca. Era noto per avere, nel suo ufficio, una pistola ad acqua e una di elastici, ed un contorno di un corpo fatto con del gesso che portava l'iscrizione "qui giace l'ultima persona che ha detto 'non lo so'".
Izzy Asper, fondatore di CanWest, si ammalò e suo figlio Leonard diventò amministratore delegato in un momento di calo dell'industria. Firestone lasciò la società nel maggio 2003 insieme a Daniel Diamond, il presidente di Fireworks Pictures, e fu sostituito da Gerry Noble, precedente amministratore delegato di Global TV. Firestone rispettò il suo patto di non concorrenza lungo un anno.
Nell'aprile del 2005, Canwest Global vendette il proprio nome e archivio di cinema e televisione a ContentFilm, una società britannica. Dal 14 marzo 2011, il nome Fireworks divenne obsoleto, riproposto come Content Television sotto Content Media Corporation PLC.
In seguito, Firestone fondò Prodigy Pictures. Stuck, un film horror distribuito nel 2007, con Mena Suvari e Stephen Rea, racconta la storia vera di un uomo investito da una macchina e lasciato, presunto morto, nel garage dell'autista. Una miniserie basata sul popolare fumetto XIII fu distribuita nel 2008, con Stephen Dorff, e poi una serie di 13 episodi a seguire con Stuart Townsend. La serie fu trasmessa in Francia su Canal Plus nel 2011 e su Showcase in Canada nella primavera dello stesso anno.
Firestone ha prodotto la serie soprannaturale Lost Girl, con Anna Silk, che batté il record di ascolti di Showcase per la prima visione di una serie Canadese, quando fu trasmessa per la prima volta nel 2010. Lost Girl durò cinque stagioni, con l'ultima trasmessa nel 2015 in Canada su Showcase. La serie fu trasmessa in tanti paesi, tra cui gli Stati Uniti, il Regno Unito, l'Australia, il Portogallo, e il Brasile.
Firestone, al momento, è un produttore per la serie televisiva Dark Matter, che è basata su una serie a fumetti creata dagli autori Joseph Mallozzi e Paul Mullie.

## Filmografia parziale

### Cinema
- 9 settimane e ½ - La conclusione (Love in Paris) (1997)
- Autopsia di un sogno (Shattered Image) (1998)
- The Believer (2001)
- In fuga per la libertà (An American Rhapsody) (2001)
- Chi è Cletis Tout? (Who Is Cletis Tout?) (2001)
- I Love Your Work (2003)
- Stuck (2007)
- Mistero a Crooked House (Crooked House) (2017)

### Televisione
- Nikita (1997-2001, 96 episodi)
- Relic Hunter (1999-2001, 29 episodi)
- The Girl Next Door (1999)
- Avventure ad High River (Caitlin's Way) (2000, episodi sconosciuti)
- Poison - Istinto omicida (Poison) (2000)
- Road to Justice - Il giustiziere (18 Wheels of Justice) (2001, 1 episodio)
- 100 Deeds for Eddie McDowd (2001-02, 20 episodi)
- Viaggio nel mondo che non c'è (A Wrinkle in Time) (2003)